# Borassus aethiopum
Borassus aethiopum är en enhjärtbladig växtart som beskrevs av Carl Friedrich Philipp von Martius. Borassus aethiopum ingår i släktet Borassus och familjen Arecaceae. Inga underarter finns listade i Catalogue of Life.

## Bildgalleri

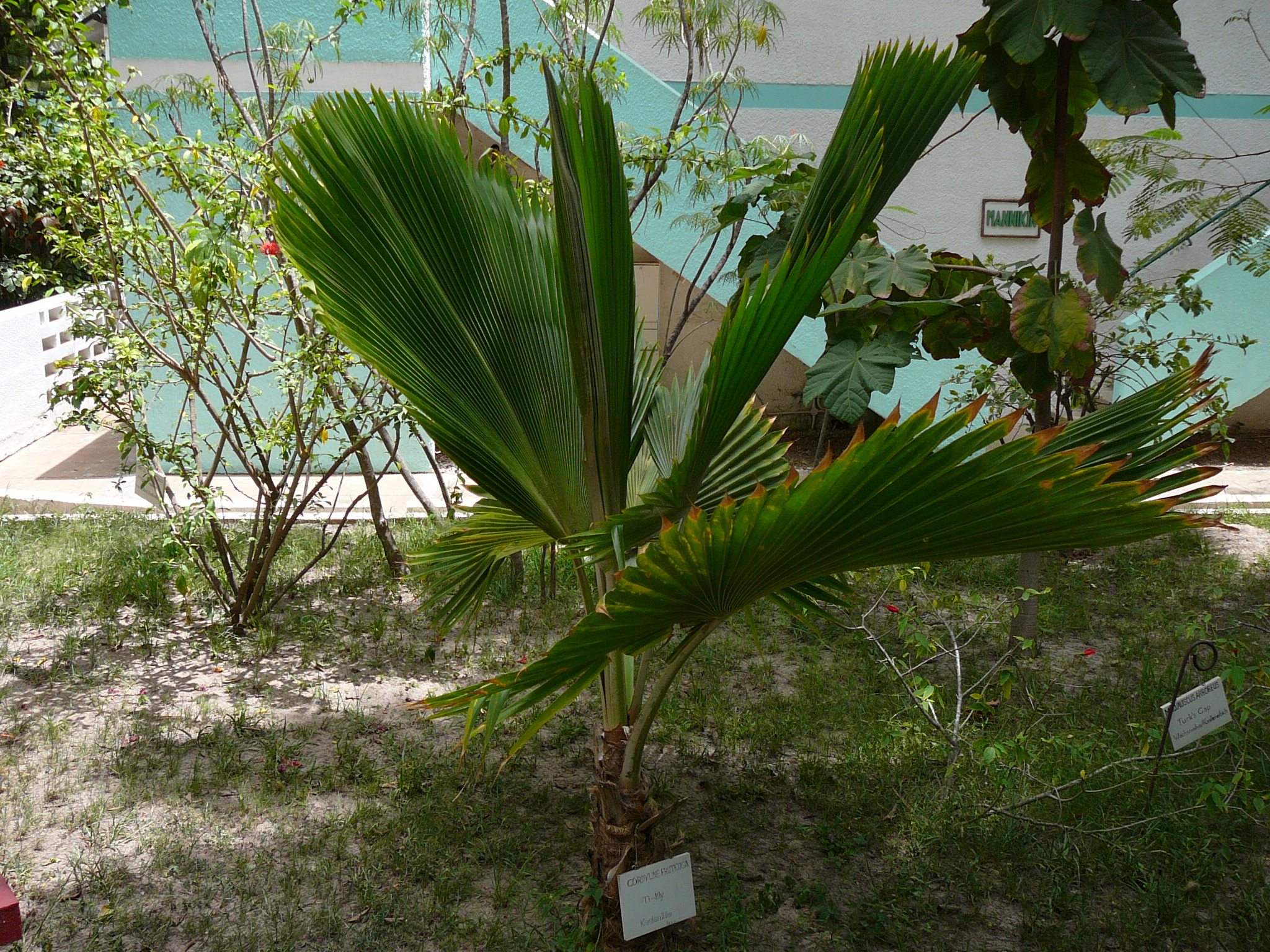
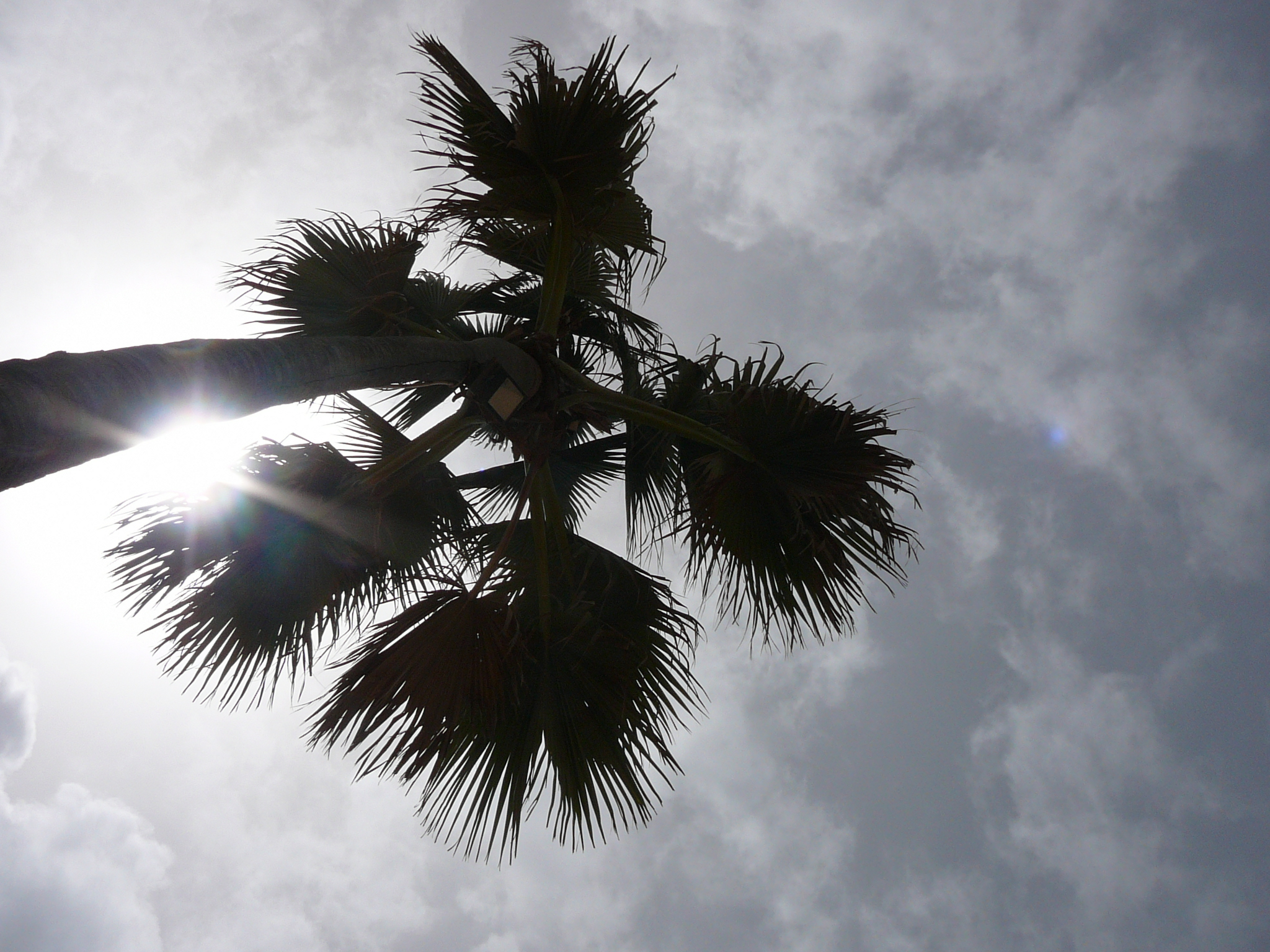
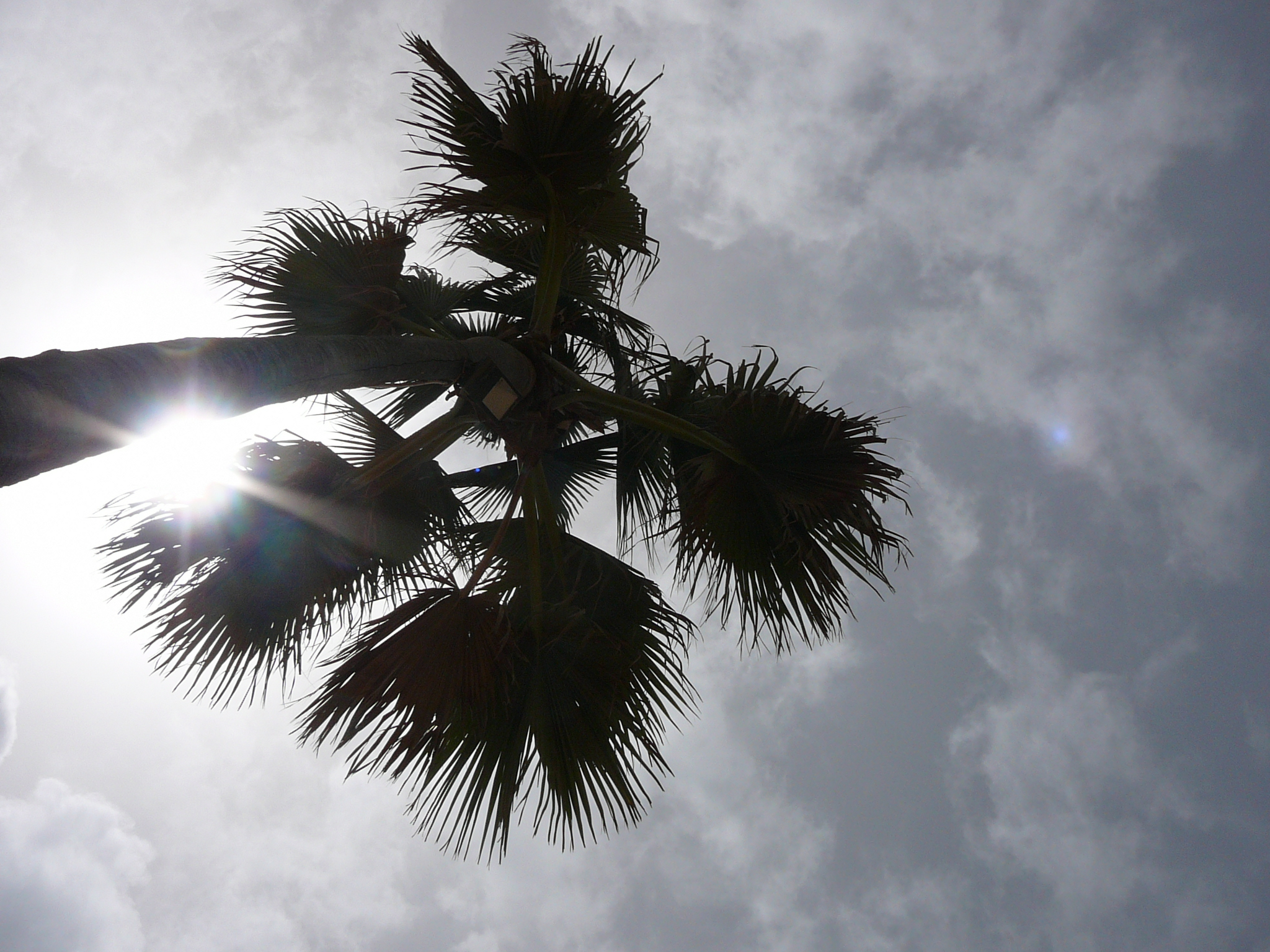
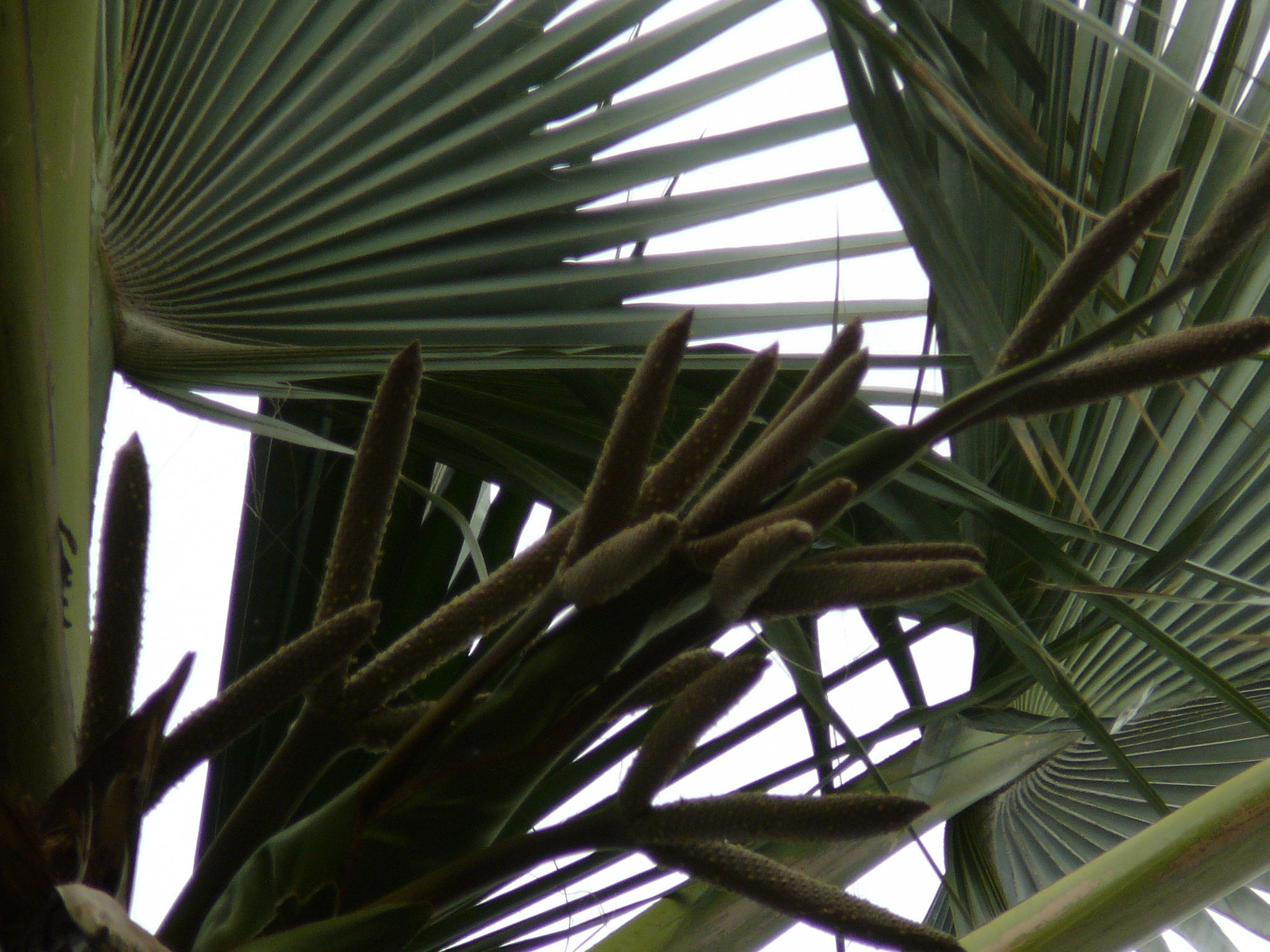
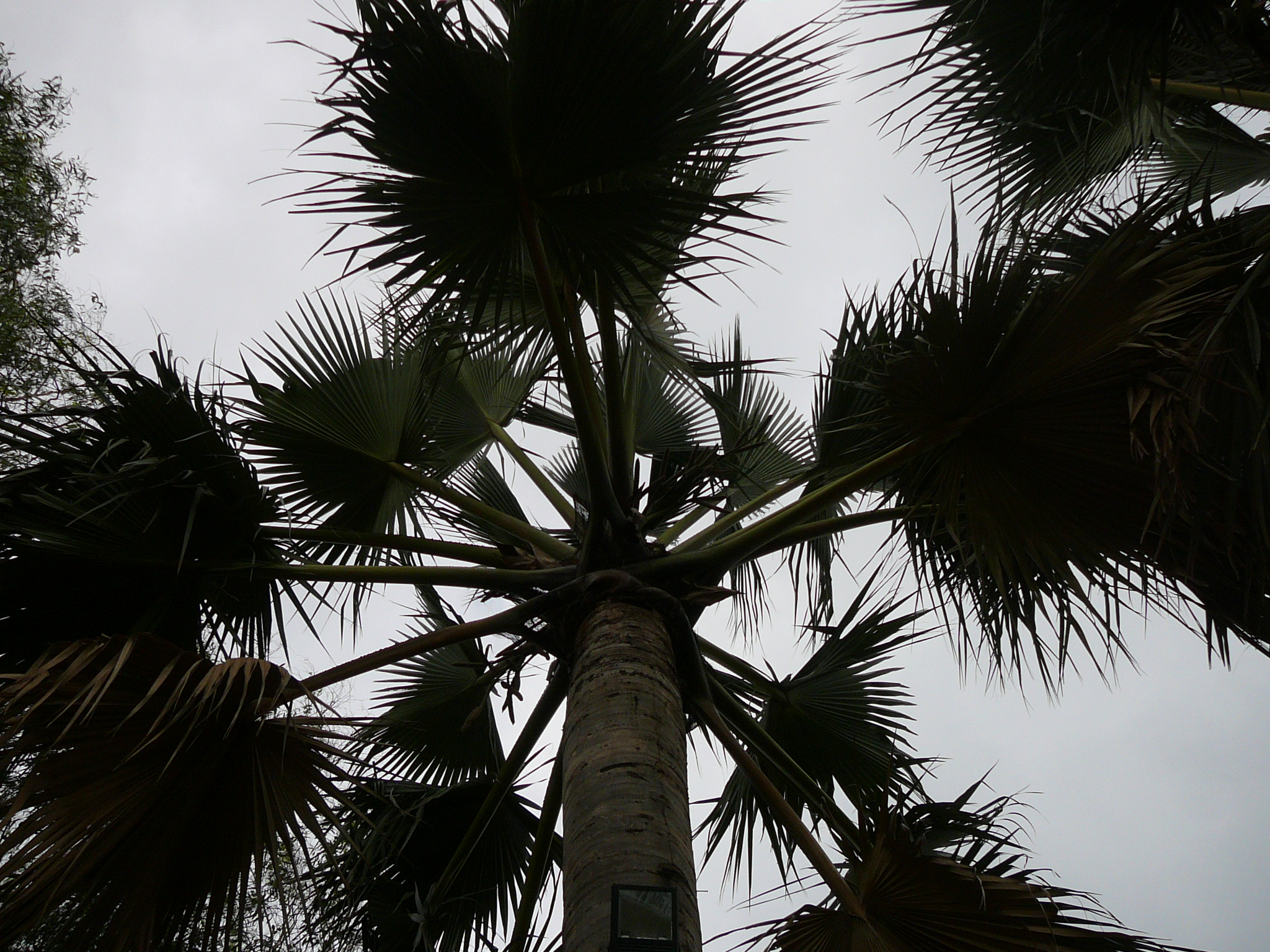
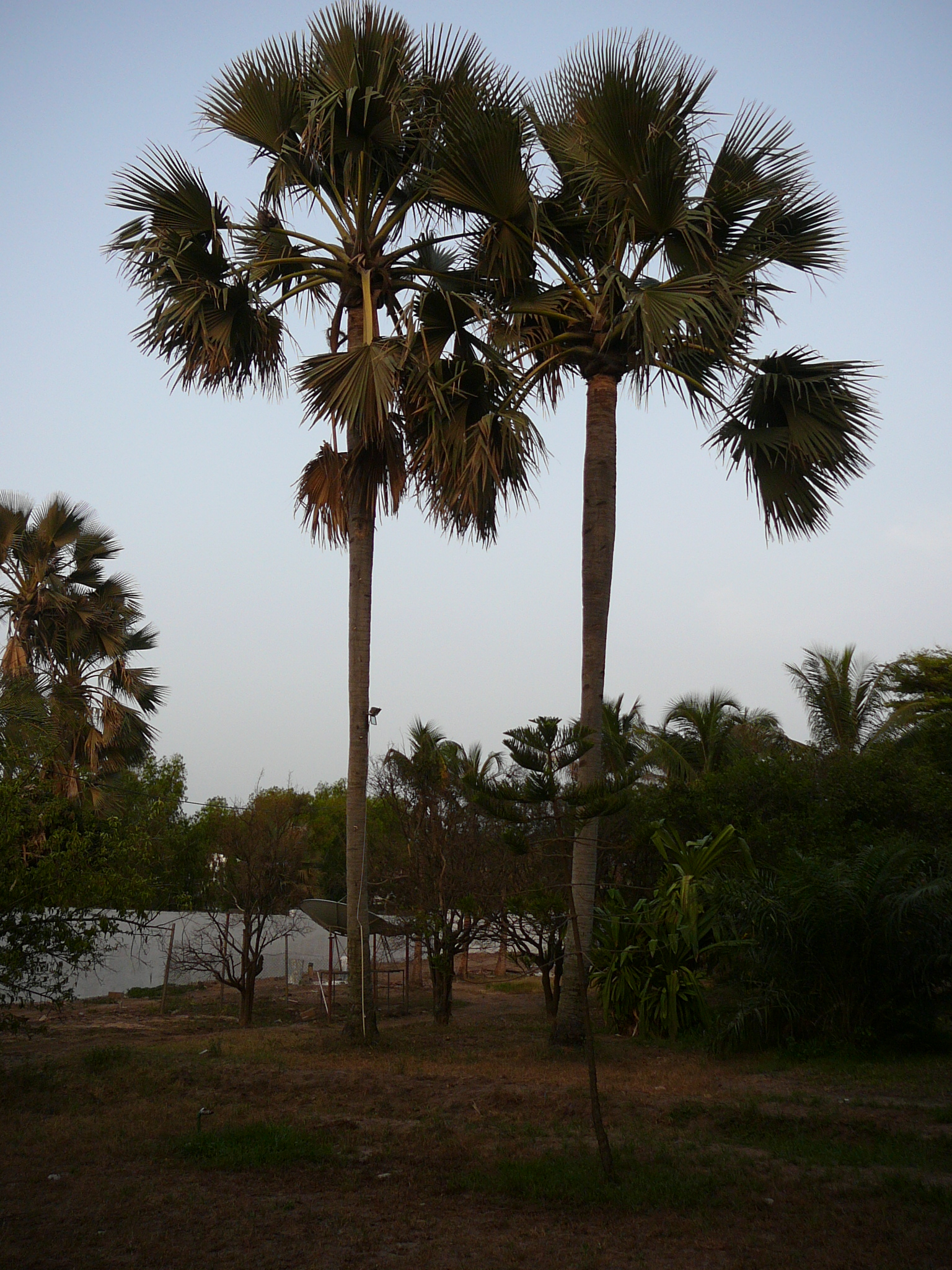